# Sphenomorphus fragosus
Sphenomorphus fragosus е вид влечуго от семейство Сцинкови (Scincidae).

## Разпространение
Видът е разпространен в Папуа Нова Гвинея и Соломонови острови.